# 大苞兰
大苞兰（学名：Sunipia scariosa）为兰科大苞兰属下的一个种。

## 扩展阅读
- 維基物種上的相關：大苞兰